# Pozsonyi béke (1491)
A pozsonyi béke a III. Frigyes német-római császár és Miksa római király, valamint Ulászló és a magyar rendek között megállapodás volt a Mátyás halála után a magyar trónért kirobbant háború lezárására. A béke értelmében Ulászló lett a magyar király, azzal a kikötéssel, hogy magtalan halála esetén Miksa és utódai öröklik a magyar trónt, Magyarország pedig feladta Mátyás ausztriai hódításait és hadikárpótlást fizetett. 

## Aláírás
A főbb pontokban a küldöttségeknek – a magyarnak többek között tagja volt Báthory István erdélyi vajda, Ország László lovászmester, Rozgonyi László kamarásmester és Bakócz Tamás kancellár – 1491. november 7-re sikerült megegyezniük, erre dátumozták a békeokmány két példányát is. Valójában a tárgyalásokat november 14-re fejezték be, amikorra tisztázták a legtöbb részletet. Az aláírásra pedig majd csak november 23-án került sor, közben a német küldöttség november 15-én hajón egy időre visszatért Ausztriába. Az aláírás után a magyar követség egy része Bakócz Tamással az élen Budára utazott, hogy tájékoztassa Ulászló királyt és a királyi tanácsot a szerződés részleteiről. November 29-én a királyi tanács oklevélben adta hozzájárulását a megállapodáshoz, hasonlóképpen cselekedett Ulászló december 6-án, ezzel a három érintett uralkodó közül ő volt az első, aki ratifikálta azt. A második Miksa volt december 20-án Innsbruckban, a harmadik pedig Frigyes császár 1492. január 14-én székhelyén, Linzben. Miksa és Ulászló is a török elleni harc szükségessével indokolták a békekötést, elhallgatva, hogy valójában kétfrontos háborút vívtak, Miksa a francia király, Ulászló pedig öccse, János Albert herceg, későbbi lengyel király ellen. A megerősítő okmányokat a felek 1492. január 20-án Hainburgban cserélték ki. 

## Eperjesi csata
A békeszerződés értelmében december 13-ig a megszállt ausztriai várakat át kellett adni Miksának. Ulászlónak a gyorsasághoz azért fűződött érdeke, mert így katonái szabadultak fel. Ekkor állítólag hétezer cseh zsoldos tartózkodott Ausztriában, akikre a Kassára bezárkózott Szapolyai István főkapitánynak volt szüksége az országban állomásozó János Albert lengyel herceg, trónkövetelő ellen. Ulászló emellé december 10-én elrendelte a királyi városok haderejének mozgósítását is. Ekkoriban nevezhette ki Ulászló a „király cseh hadseregének kapitányává” a „fekete Haugwitz”-ot (Hanuš Haugvic z Biskupic), a fekete sereg névadóját, akit Szapolyai vezértársául jelölt ki a lengyelek ellen. Szapolyai és Haugwitz az eperjesi csatában 1492. január 1-jén döntő győzelmet arattak János Albert felett, s hamarosan felszámolták a teljes lengyel frontot. Ezzel véget értek a harcok Mátyás trónjának utódlásáért.  

## Budai országgyűlés (1492)
Ulászló 1491. november 30-án országgyűlést hívott össze 1492. február 2-ra Budára, hogy ismertesse a nemességgel a békemegállapodást, és hogy jogi garanciát kapjon tőle Miksa utódlásának biztosítása céljából.  